# Gilaspætte
Gilaspætten (Melanerpes uropygialis) er en spætte i ordenen af spættefugle. Fuglen lever i ørkenregionerne i Arizona og vestlige Mexico. Gilaspætten er 20-25 cm lang.